# Greatest Hits (album de The Offspring)
Pour les articles homonymes, voir Greatest Hits.
Albums de The Offspring
Splinter Rise and Fall, Rage and Grace
Greatest Hits est un album compilation du groupe punk rock The Offspring. Sorti le 25 juin 2005 chez Columbia Records cette compilation contient 12 chansons parmi les plus connues du groupe depuis l’époque de l’album Smash jusqu’à Splinter. À ces 12 chansons s’ajoutent un inédit (Can’t Repeat), un remix de The Kids Aren't Alright par The Wiseguys et une reprise du groupe The Police (Next To You) en piste cachée.

## Liste des chansons
Toute la musique est composée par The Offspring (sauf où indiqué).
| 1.  | Can't Repeat | inédite                             | 3:24 |
| 2.  | Come Out and Play (Keep 'Em Separated)                                                                                      | Smash, 1994                         | 3:17 |
| 3.  | Self Esteem | Smash, 1994                         | 4:17 |
| 4.  | Gotta Get Away | Smash, 1994                         | 3:51 |
| 5.  | All I Want | Ixnay on the Hombre, 1997           | 1:54 |
| 6.  | Gone Away | Ixnay on the Hombre, 1997           | 4:27 |
| 7.  | Pretty Fly (for a White Guy)                                                                                                | Americana, 1998                     | 3:08 |
| 8.  | Why Don't You Get a Job? | Americana, 1998                     | 2:49 |
| 9.  | The Kids Aren't Alright | Americana, 1998                     | 3:00 |
| 10. | Original Prankster (mettant en vedette Redman)                                                                              | Conspiracy of One, 2000             | 3:41 |
| 11. | Want You Bad | Conspiracy of One, 2000             | 3:22 |
| 12. | Defy You | Bande sonore de Orange County, 2001 | 3:48 |
| 13. | Hit That | Splinter, 2003                      | 2:48 |
| 14. | (Can't Get My) Head Around You                                                                                              | Splinter, 2003                      | 2:17 |
| 15. | Reprise de the kids aren't alright +Next To You (piste cachée écrite par Sting ; originellement interprétée par The Police) | inédite                             | 5:57 |

## À noter
- Sur cette compilation, aucun titre des 2 premiers albums du groupe (The Offspring, sorti en 1989 et Ignition, sorti en 1992) n'est présent, ces 2 albums n'ayant pas connu un grand succès au moment de leurs parutions.

- Parallèlement à la sortie de cet album, le groupe a sorti, à quelques jours d’intervalle, un DVD contenant tous les clips du groupe (parmi lesquels les clips des chansons contenues dans le best-of) plus quelques morceaux lives, il est intitulé « The Offspring : Complete music video collection ».